# Ølsby Kirke
Ølsby Kirke ligger nord for landsbyen Ølsby på en høj omgivet af Ølsby Å (Uelsbyer Au) og Kvastrup Å (Quastruper Au).
Den senromanske landsbykirke fra 1200-tallet er opført af mursten, den vestre gavl af kampesten. Skibet er 17 skridt lang og 13 skridt bredt. Der er ikke noget tårn, men på taget sidder en tagrytter med klokke fra 1754. Døbefonten er fra 1858, knæfaldet fra 1971. Altertavlen består af fritstående, overmalede træfigurerer med krucifikset i midten. På korbuen er to rødmalede englefigurer.
Kirken skal efter folkelegenden være bygget af en adelig dame i sognet, fordi hendes skødehund var blevet bidt af en anden i Strukstrup Kirke, hvorhen menigheden i Ølsby tidligere søgte. Den er viet til Jakob den Ældre, som er pilgrimmenes skytshelgen.
Ølsby Sogn omfatter også en mindre del af landsbyen Holmølle omkring gården Stade, som administrativ hører til Strukstrup Kommune. Menigheden i Ølsby er i dag sammenlagt med menigheden i Bøglund (Kirchengemeinde Böklund und Uelsby). Menigheden hører til Slesvig-Flensborgs kirkekreds i den nordtyske evangelisk-lutherske landskirke.